# 布吕雪
布吕雪（法語：Brussieu，法語發音：[bʁysjø]）是法国罗讷省的一个市镇，属于里昂区。

## 地理
布吕雪（45°44'53"N, 4°31'28"E）面积6.74 平方千米，位于法国奥弗涅-罗讷-阿尔卑斯大区罗讷省，该省份为法国中东部省份，北起顺时针与索恩-卢瓦尔省、安省、里昂大都会、伊泽尔省和卢瓦尔省接壤。
与布吕雪接壤的市镇（或旧市镇、城区）包括：布吕利奥勒、圣热尼拉让蒂耶尔、圣洛朗德沙穆塞、贝斯奈、库尔济约。

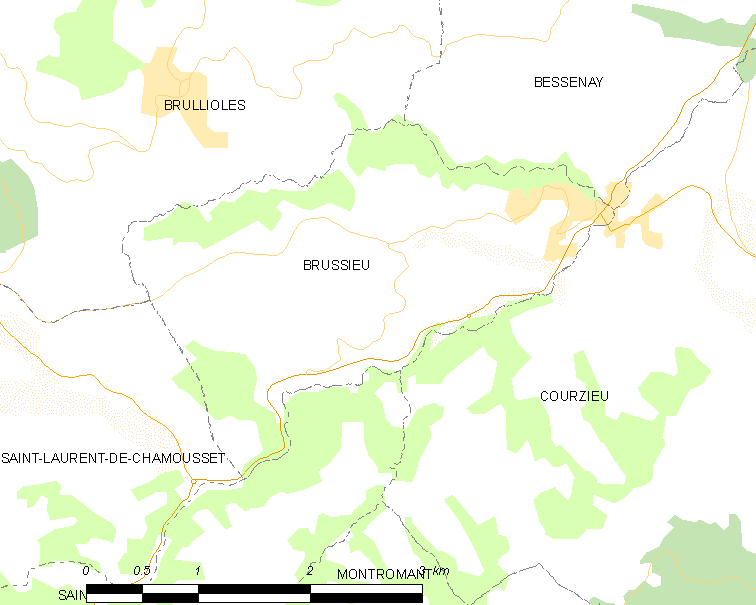
布吕雪的OSM定位图

布吕雪的时区为UTC+01:00、UTC+02:00（夏令时）。

## 行政
布吕雪的邮政编码为69690，INSEE市镇编码为69031。

## 政治
布吕雪所属的省级选区为拉尔布雷勒县。

## 人口

1962-2008年间布吕雪人口变化图示

布吕雪于2022年1月1日时的人口数量为1378人。